# Jane Freeman
Jane Freeman (właśc. Jane Evans, ur. 12 czerwca 1935, zm. 9 marca 2017) – brytyjska aktorka, znana głównie z ról telewizyjnych. Największą rozpoznawalność przyniósł jej serial Babie lato, w którym występowała przez 37 lat (1973-2010). 

## Życiorys
Pochodzi z Walii. W telewizji zadebiutowała w 1964 roku w serialu Diary of a Young Man. W latach 60., 70. i 80. występowała regularnie w spektaklach teatru telewizji, zarówno w BBC, jak i w komercyjnej sieci ITV. W 1973 znalazła się obsadzie serialu Babie lato, który doczekał się 31 serii, zrealizowanych na przestrzeni 37 lat, co dało mu pozycję najdłużej emitowanego sitcomu w historii światowej telewizji. Freeman występowała tam jako właścicielka kawiarni Ivy, jedna z najważniejszych postaci drugoplanowych. W 1983 zagrała też gościnnie w serialu Czarna Żmija. 
Od zakończenia produkcji Babiego lata pozostaje na emeryturze.